# Beaurevoir
Beaurevoir är en kommun i departementet Aisne i regionen Hauts-de-France i norra Frankrike. Kommunen ligger  i kantonen Catelet som ligger i arrondissementet Saint-Quentin. År 2022 hade Beaurevoir 1 324 invånare.

## Befolkningsutveckling
Antalet invånare i kommunen Beaurevoir
Referens: INSEE